# Антикварные магазины книг
Антикварные магазины книг – это предприятия розничной торговли, в которых ведется продажа старинных печатных изданий. От букинистических лавок и обычных книжных магазинов их отличает ценность и возраст продаваемых книг. В антикварных магазинах предлагают редкие и очень старые экземпляры, которые могут представлять культурную или историческую ценность.
К антикварным книгам в контексте торговли относят старинные печатные издания, которые представляют интерес для коллекционеров. Зачастую термин «антикварная книга» применяется для обозначения экземпляров, изданных до определенной даты. В большинстве стран издание причисляется к антиквариату, если его возраст превышает 60 лет.

## История
Торговля старыми и редкими книгами ведется с древних времен. В эпоху античности в государствах Древнего Востока торговали клинописными табличками и папирусными свитками, а книжные лавки использовались не только для продажи, но и для массовой переписи рукописных изданий. Техника продажи книг была разработана древнеримскими торговцами либрариями и древнегреческими библиополами, преемственность античной книготорговли сохранялась в дальнейшем и в Византии.
Развитие книжной торговли в Европе обусловлено формированием раннекапиталистических отношений. В XIII–XIV веках при европейских университетах действовали корпорации стационариев (книготорговцев), а в некоторых монастырях существовали мастерские, в которых создавали рукописи на продажу.
Дальнейшая история торговли старинными книгами тесно связана с развитием книгопечатания. Первый печатный станок появился в XV веке и позволил увеличить количество изданий в продаже. Книги хоть и стали более доступными, но далеко не каждый мог позволить себе приобрести новый экземпляр. В связи с этим в крупных городах начали появляться рынки и лавки, где можно было купить подержанные томики. 
В середине XIX века в Париже на берегу Сены находилось множество лавок, где торговали антикварными книгами. К концу того же столетия на Манхэттене в Нью-Йорке начал работать «Книжный ряд», который представлял собой бесконечную череду прилавков с редкими изданиями.
Одновременно с появлением антиквариата развивалось коллекционирование. Александрийская библиотека, появившаяся в III веке до н. э., считается одним из первых примеров систематического хранения знаний. Золотой век коллекционирования пришелся на XVIII–XIХ века, когда многие буржуа и аристократы начали увлекаться сбором редких печатных изданий. 
Первая ассоциация антикварных книготорговцев (Antiquarian Booksellers' Association) появилась в 1906 году в Великобритании. В 1914 году была основана французская организация SLAN, позже аналогичные ассоциации стали возникать и в других странах. Сегодня одной из наиболее известных является международная лига антикварных торговцев ILAB. 

## Особенности
Магазины антикварных книг имеют ряд отличий от обычных книжных магазинов:
- Их ассортимент составляют старопечатные издания, инкунабулы, раритеты, автографы.
- Каждый экземпляр перед поступлением в продажу проходит экспертизу и оценку состояния.
- Антикварные магазины тесно сотрудничают с коллекционерами, аукционами и фондами.

Книги признаются антикварными по нескольким параметрам – возраст, редкость, состояние, историческая значимость. Наибольший интерес представляют издания до середины XIX века, которые часто являются редкими из-за малого тиража или особенных обстоятельств.

## Известные примеры
К наиболее известным историческим магазинам раритетных книг относятся Sotheran's (Лондон, основан в 1761 году), Maggs Bros. (Лондон), Shakespeare and Company (Париж). Множество действующих магазинов находятся в Токио, Стамбуле, Буэнос-Айресе, Москве и других крупных городах. В качестве примеров можно привести Bauman Rare Books (Нью-Йорк, Филадельфия, Лас-Вегас), Antiquariat Inlibris (Вена), Abelbooks (Москва).

## Роль в культуре
Антикварные книжные магазины делают весомый вклад в сохранение культурного наследия человечества. С их помощью можно приобщиться к истории и получить доступ к изданиям, которые дают подробную информацию о прошлом, искусстве, науке, литературе. Магазины с антикварными книгами являются центрами притяжения для библиофилов, коллекционеров, литературоведов, историков. В них можно обмениваться опытом или находить новые экземпляры для пополнения коллекций.
Антиквары и коллекционеры книг упоминаются в художественной литературе и кино. К примеру, кинофильм «Девятые врата» повествует о древней книге с гравюрами, созданными, согласно легенде, при участии Люцифера. Часто магазины с антиквариатом обладают туристической привлекательностью. В них проводят различные мероприятия, а иногда они становятся пунктами в культурных маршрутах и помогают туристам ближе познакомиться с историей определенного города или региона.

## Современное состояние
В последние годы в мире наблюдается рост интереса к редким печатным изданиям. Увлечение коллекционированием не теряет своих позиций, но развивается уже с учетом преимуществ цифровых технологий. Актуальным трендом становится появление онлайн-магазинов, где можно купить не менее редкие и ценные экземпляры, чем в физических магазинах. Вместе с развитием онлайн-торговли появляются новые форматы продаж – виртуальные витрины, цифровая экспертиза, гибридная модель.
Цифровизация упрощает коллекционирование и покупку изданий, но несет в себе некоторые угрозы. На фоне развития онлайн-торговли постепенно снижается число физических магазинов, а интернет-магазинам приходится вступать в конкуренцию с маркетплейсами. Никуда не деваются и проблемы с подделками. Высокая стоимость редких изданий привлекает фальсификаторов, которые пытаются выдавать за оригиналы факсимильные издания.